# Étienne de Balasy
 (janvier 2017).
Si vous disposez d'ouvrages ou d'articles de référence ou si vous connaissez des sites web de qualité traitant du thème abordé ici, merci de compléter l'article en donnant les références utiles à sa vérifiabilité et en les liant à la section « Notes et références ».
Étienne de Balasy, né le 14 décembre 1962 à Paris, est écrivain et metteur en scène français.

## Biographie
À l'âge de six ans, il prend des leçons de violon pendant plus de dix ans avec la violoniste Marie-Thérèse Ibos, émule du violoniste Georges Enesco, puis il se tourne vers le théâtre. Il obtient un premier prix de Comédie moderne et un 1er prix de comédie classique au Concours supérieur des Conservatoires de Paris[réf. nécessaire]. Il intègre alors la Compagnie Jean Laurent Cochet basée au théâtre Hébertot. Il y joue plus d'une dizaine de pièces du répertoire français ; Il y rencontre François Rauber , le compositeur et arrangeur de Jacques Brel, avec qui il lie une amitié profonde. Puis il écrit et joue au Petit Théâtre de Bouvard. Avec Didier Caron et Merri, ils écument les derniers cabarets parisiens. Chez Bouvard, il rencontre Laurent Baffie, amitié qui les mènera à créer Baffie vérifie la pub avec Laurent Baffie, Pascal Sellem et Didier Caron. 
Se tournant vers la production audiovisuelle, il crée en 2000 sa société Une Grosse Boîte américaine. Il produit des documentaires, des séries animées et des magazines de voyage. Avec Yves Hirschfeld et Alain Ranval (alias Ramon Pipin du groupe Au Bonheur des Dames) ils écrivent nombre de séries pour enfants comme : Tobornoc pour TF1 Jeunesse (qui ne sut jamais que cela voulait dire Robot con ..mais à l'envers) Les contes défaits, Les héros de la plage, La Cuisine de la mort qui tue, Zzrrsspltt l'émission dont même le titre tu peux pas le prononcer. Ils produisent la première émission avec Julie Andrieu " Julie Autour du Monde ".
Il devient animateur radio sur Europe 2 dans la tranche matinale de 6 h-9 h. Il se tourne alors vers la production de pièces de théâtre. Il produit la comédienne Armelle dans son premier one man show.
En 2008, il passe à la mise en scène et conçoit le nouveau one-man-show de Patrick Timsit en tournée et à l'Olympia et à la Gaité Montparnasse en octobre 2009. En 2010, le spectacle est joué à New York au Florence Gould Hall. Il coécrit avec Gérald Sibleyras le livret de la comédie musicale Les Aventures de Rabbi Jacob ainsi que le livret et les paroles des chansons de la comédie musicale Cendrillon à Mogador en octobre 2009. Le spectacle sera repris en septembre 2010 toujours à Mogador avant de partir en tournée et d'être adapté à l'étranger.
Manu Payet lui demande de le mettre en scène dans la reprise de son one-man-show. Puis c'est au tour de Charlotte Gabris de lui demander de collaborer à son spectacle.[réf. nécessaire]
Il travaille régulièrement en Suisse où il met en scène Le Bocal de Jean Franco et Le Béret de la tortue de Gérald Sibleyras et Jean Dell.
Dès le mois de mai 2010, il met en scène Jean-Luc Lemoine à la Gaité Montparnasse en octobre 2010 dans son Lemoine Man Show. 
En 2010, il est nommé directeur artistique du Montreux Comedy Festival où il met en scène et invite régulièrement de nombreux humoristes.
Il est nommé juré aux Emmy Award dans la section International Comedy à New York[réf. nécessaire]. 
Il a adapté au théâtre Témoin à charge d'Agatha Christie et The Last Supper de Dan Rosen.
En avril 2011, il coécrit et met en scène le Julie Victor One Musical Schow qui est créé au théâtre du Petit Saint-Martin et sera repris au théâtre de dix heures en septembre 2011. Il met en scène le nouveau spectacle d'Éric Antoine Mysteric joué au Petit Montparnasse en septembre 2011 puis en tournée dans toute la France, au Casino de Paris, aux Folies Bergère et à l'Olympia. Il met en scène le nouveau spectacle solo d'Arnaud Ducret, J'me rends. En 2013, il met en scène Mars et Venus 2, l'aventure continue au Théâtre de la Porte-Saint-Martin.
En juin 2013, en collaboration avec le groupe de restauration l'Angélus dirigé par son frère Gabriel de Balasy et Philippe Hoyez, il crée le festival Humour à Singapour. Jeremy Ferrari, Jonathan Lambert, Jean-Luc Lemoine et Arnaud Tsamère en étaient les premiers invités. 
Il met en scène le nouveau spectacle d'Éric Antoine Magic Délirium qui sera joué à l'Olympia et dans tous les Zéniths de France. Puis le nouveau show de Jean-Luc Lemoine Si vous avez manqué le début ainsi que celui d'Arnaud Ducret Arnaud Ducret vous fait plaisir. En décembre 2015, il collabore avec Vincent Malone alias le Roi des Papas pour créer Rose et la magie de Noël à la Philharmonie de Paris. 
Il crée avec Adeline de Barry le festival Rire en vignes qui a lieu chaque été au château de Saint-Martin dans le Var[réf. nécessaire]. 
En 2017, avec la société de production les2Belges Télévision il redonne naissance au Leeb Show pour fêter les 40 ans de carrière de Michel Leeb pour la chaine C8.  
Il co-écrit Formidable !, le second spectacle de l'humoriste Walter[Qui ?]. 
Parallèlement à ses activités professionnelles et en accord avec les volontés de leur père, ses frères et lui organisent une importante donation des tableaux de leur grand-père Jean-Jacques Moreau, peintre cubiste et ami de Roger de La Fresnaye, Derain, Francis Picabia, Alfred Courmes et Picasso. Ses œuvres sont accueillies au musée d'art moderne de Troyes.
En 2019, le Cours Florent lui demande d'ouvrir une classe consacrée au " One man show et stand-up " qui est désormais dans le cursus d'enseignement permanent de la célèbre école de théâtre.
Il retrouve Jean-Luc Lemoine pour la création du spectacle " Brut " qui commence une tournée de rodage en novembre 2019. 
Il met en scène et conçoit un gala télévisé pour l'humoriste belge Kody diffusé sur la RTBF et TV5 Monde. 
En 2020 il publie aux éditions du Cherche-Midi le " Guide Presque Complet du Presque Parfait Stand-up et One Man show ". 
L'Académie des Magritte, prix qui récompensent le cinéma belge, lui demande la mise en scène de la cérémonie du 10ème anniversaire des Magritte du Cinéma, présenté par l'humoriste Kody en direct sur la RTBF et TV5 Monde. 
En 2020 et 2021, il met en scène Kosh, un artiste beatboxer et humoriste qui joue à Avignon, en tournée et à La Villette, et les adieux au one man show de Patrick Timsit " Adieu Peut-être...Merci c'est Sûr " au Théâtre du Rond-point à Paris et en tournée. 
Il crée une conférence spectacle intitulée « Une Brève Histoire du One Man Show et du Stand-Up » qu'il joue à la Nouvelle Seine et en tournée. 
Il participe à une nouvelle école de spectacle " L'Académie d'Humour ".  
En septembre 2024 on lui confie la Direction Artistique du théâtre LE CONTRESCARPE à Paris.   
Il continue d'enregistrer régulièrement des voix-off pour des publicités pour la radio, la télévision et le cinéma, des documentaires ou des spectacles divers. 
Étienne de Balasy est chevalier de l'ordre des Arts et des Lettres[réf. nécessaire].

## Filmographie

### Télévision
- 1981 : Au théâtre ce soir : Le Président Haudecœur de Roger Ferdinand, mise en scène Jean-Laurent Cochet, réalisation Pierre Sabbagh, théâtre Marigny
- 1990 : Maguy, épisode Une nièce rapportée : Ludovic
- 2012 : Chambre 327 de Benoît d'Aubert : Juge Berthelot
- 2019 : Samedi d'en rire (émission de télévision) : lui-même (chroniqueur)

## Théâtre
- 1990 : Tiercé gagnant de John Chapman, mise en scène de Christopher Renshaw, théâtre de la Michodière